# Поморски музеј у Стокхолму
Поморски музеј (швед. Sjöhistoriska museet) у Стокхолму у Шведској је музеј поморске историје, трговачке пловидбе и бродоградње. Смештен у делу Јардет градске четврти Естермалм, музеј нуди панорамски поглед на залив Djurgårdsbrunnsviken. Зграду је пројектовао архитекта Рагнар Естберг и изграђена је 1933–36. 

## Историја
Три главна архитекта у земљи такмичила су се за изградњу музеја, а услов је био да је апсолутно забрањено да се гради у функционалистичком стилу. Поморски музеј отворен је 1938. године, али на неки начин прича је започела око 25 година раније.
Удружење шведских поморских музеја у Стокхолму одиграло је пресудну улогу за оснивање данашњег Поморског музеја. На првом састанку удружења, марта 1913. године, одлучено је да се одмах крене са пословима везаним за изградњу поморског музеја. Дана 15. фебруара 1914. године, нови Поморски музеј први пут је отворио своја врата за јавност. Првобитно је био заснован у приземљу зграде Скепсброн 46 у Гамла стану (Стари град). Музеј је био мали и био је специјализован за ствари попут бродских компанија, трговачких бродова, пловидбе и поморства. Удружење је имало и своју библиотеку која је расла из године у годину.
Истовремено су постојале и националне поморске ратне колекције за које је била одговорна тадашња поморска управа, а пре свега о историји шведске морнарице. 1928. одељци националних поморских ратних колекција почели су да се излажу у новоотвореном музеју, Поморском музеју у Стокхолму, смештеном на Страндвагену.
Морнарички музеј (Sjöfartsmuseet) и Поморски музеј у Стокхолму темељ су онога што ће постати Национални поморски музеј.

## Колекције
У музеју се налази око 900.000 фотографија, 50.000 предмета и 45.000 цртежа, а сви су повезане с морем, обалом, бродовима и чамцима, прошлим и садашњим. Велики део колекције, чамци, смештени су у дворани за бродове на другој локацији (Galärvarvet) музеја у Стокхолму. Збирка бродова се креће од кануа до једрилица "Skerry cruiser".
На доњем спрату налазе се, између осталог, експонати који приказују поморску историју, укључујући неколико детаљних модела бродова из 18. века. На другом спрату налазе се експонати шведске комерцијалне флоте. У подруму је реплика кабине на броду краља Густава III Шведског Амфион, заједно са оригиналном крмом брода.

## Списак историјских бродова
Поморски музеј одговоран је за попис историјских бродова у Шведској. Могу се навести и бродови, и бродови за разоноду од историјског значаја. Иако списак не нуди правну заштиту или обавезе, власнику даје одређене привилегије.

## Архитектура
Благо закривљена зграда, инспирисана неокласицистичким дизајном Улофа Темпелмана (1746–1816), делује као позадина околног парка где се сваке године одржавају концерти на отвореном. Био је то последњи велики задатак Рагнара Естберга и саграђена је на месту изложбе у Стокхолму (1930) (Stockholmsutställningen 1930). Како је изложба била важна манифестација архитектуре функционализма, музеј такође означава становиште архитекте у дебати о увођењу функционистичког стила изазваној у Шведској. Централна купола је у потпуности изграђена од опеке.  У згради се такође налазе макетарска радионица, продавница, фото студио, архива и библиотека. Седамдесетих је додата сала за приказовање филмова и за предавања, а деведесетих и кафић.
Испред музеја је бронзана статуа звана Морнар, спомен на шведске морнаре који су умрли током Другог светског рата. Статуу је направио уметник Нилс Хогрен 1952. године, непосредно пре него што је умро. Статуа је свечано отворена 1953.

## Концерти
Почев од 1975. године, у парку испред музеја одржавају се концерти на отвореном и музички фестивали. Годишњи концерти које новине Dagens Nyheter договарају са Краљевском филхармонијом из Стокхолма упоређују се са концертима у Краљевском Алберт Холу у Лондону. Међу осталим уметницима који су наступали на приредбама одржаним у музеју су Оасис, Лиса Нилсон  Кент, Pearl Jam, Сара Дон Финер, Аксвел, и Пер Гесле.

## Галерија
- Крма Амфиона
- Модел брода
- Изложбена сала
- Модел брода
- Изложбена сала
- Брод Стокхолм
- Брод из колекције
- Бродови из колекције
- Пешчани часовници
- Слика из музеја, Антонио Луцо, 1881